# Safta Castrișoaia
Safta Castrișoaia, död 1862, var en rumänsk köpman.
Hon var från Makedonien och gift med Gheorghe Castrișiu, som kom från Grekland till Bukarest 1796 där han etablerade sig som framgångsrik köpman. De tillhörde den förmögna grekiskättade köpmansklassen i Rumänien. I samarbete med Elefterie och Mărgărit Ioan och Mihail Țumbru från Brașov, vars produkter han exporterade. Han sålde bland annat lyxartiklar från Österrike som cigarretui, kaffe och muslin från Budapest och socker från Sibiu: märket G. K. (Gheorghe Castrișiu) användes på många varor exporterade från Rumänien till Österrike. 
Vid hans död 1810 togs företaget, bestående av en serie butiker i Bukarest, och förmögenheten över av Safta Castrișoaia. När Ryssland erövrade Valakiet 1829 antog hon ryskt medborgarskap, vilket gynnade affärerna. Hon anges 1838 leva i ett stort hus i Saint Dimitrie-distriktet i Bukarest med sin åldrige svärfar, över tio tjänare och tre romska slavar (robi). Hon nådde stor framgång, ägde ett flertal egendomar och flera butiker i central Bukarest och invigde ett nöjesfält i Izvor-området, där deltagarna i revolutionen i Valakiet 1848 sökte skydd och som påstods vara frekventerat av prostituerade. 
Hon etablerade ett framgångsrikt värdshus med restaurang och lyxbutiker vid Mogoșoaia-bron, ett område frekventerat av utländska resenärer och inhemska bojarer och fullt av lyxbutiker. Hon gjorde sig också känd som filantrop, och gav underhåll till sjukhus som Filantropia sjukhus i Bukarest och sjukhuset i Ploiești, som finansierade gratisplatser åt fattiga. Hon donerade också från 1833 och framåt till kultur, bland annat ett underhåll till nationalteatern i Iasi. 
1862 ägde hon sex butiker, fem gods och ett kafé. Hon testamenterade halva sin förmögenhet till sin brorson/systerson Vasile Paapa (1819–1884) och andra till staten, som skulle använda det till olika angivna ändamål.